# Фталеїни
Фталеїни (англ. phthaleins, рос. фталеины) — 3,3-Біс(гідроксиарил)-2-бензофуран-1(3Н)они, звичайно отримуються при конденсації фталевого ангідриду з фенолами. Найважливіші представники — фенолфталеїн та флуоресцеїн. Належать до класу трифенілметанових барвників.